# Abaynou
Abaynou (franska: Abaynou (CR), Abaynou (Commune Rurale), arabiska: تمولاي) är en kommun i Marocko.   Den ligger i provinsen Guelmim och regionen Guelmim-Oued Noun, i den centrala delen av landet, 600 km sydväst om huvudstaden Rabat. Antalet invånare är 2 396.